# Jean-Paul Sartre
Jean-Paul Charles Aymard Sartre (Parijs, 21 juni 1905 – aldaar, 15 april 1980) was een Frans filosoof en schrijver van romans en toneelstukken. Hij wordt beschouwd als de vader van het Franse existentialisme. Principieel stond Sartre altijd al politiek links, maar na de Tweede Wereldoorlog profileerde hij zich steeds actiever als een marxistisch geëngageerde intellectueel. Hij oefende invloed uit op de publieke opinie inzake politieke kwesties zoals de Eerste Indochinese Oorlog, de Koude Oorlog en de Algerijnse Onafhankelijkheidsoorlog. In 1964 werd hem de Nobelprijs voor Literatuur toegekend, maar hij weigerde die in ontvangst te nemen.

## Biografie
Sartres vader was een marineofficier en overleed kort na zijn geboorte. Jean-Paul werd opgevoed door zijn moeder en haar ouders, die aan Albert Schweitzer verwant waren. In 1917 hertrouwde zijn moeder met de ingenieur Joseph Mancy, die hij altijd gehaat heeft. Het gezin verhuisde naar La Rochelle, waar hij zijn medescholieren vaak gewelddadig en wreed vond. In 1920 werd hij ziek, reden waarom hij met spoed in Parijs opgenomen moest worden. Zijn moeder vond het bovendien beter voor zijn opvoeding dat hij niet meer in La Rochelle naar school ging. Vanaf 1921 volgde hij middelbaar onderwijs op het Henri IV-lyceum in Parijs, waar hij de aanstormende schrijver/essayist Paul Nizan leerde kennen. Zij zouden goede vrienden blijven tot Nizan sneuvelde in mei 1940.
Van 1922 tot 1924 doorliep Sartre de voorbereiding (classes préparatoires) op het Lycée Louis-le-Grand voor de École normale supérieure (ENS). In 1924 werd hij toegelaten aan de ENS. Daar ontmoette hij onder anderen Raymond Aron en later ook Simone de Beauvoir. Met eerstgenoemde zou hij het als intellectueel nog aan de stok krijgen; laatstgenoemde zou zijn levensgezellin worden binnen een open relatie waarin beiden er minnaars op nahielden. Na een aanvankelijke uitsluiting werd hij in 1929 toegelaten tot de studie filosofie. Sartre was een tijd leraar in het Franse middelbaar onderwijs. Hij publiceerde filosofische essays en ontwikkelde zich als voortrekker van het toenmalige Franse existentialisme. Sartre vond zijn 'fascinatie' voor existentialistisch werk in de bestudering van de fenomenologie van Edmund Husserl en in de existentiefilosofie van Martin Heidegger. Tegelijkertijd raakte hij bekend bij een breed publiek door zijn roman La Nausée (1938), de verhalenbundel Le Mur (1939) en theaterstukken (Les Mouches 1943).
Als soldaat werd Sartre in 1939 gemobiliseerd in de Elzas. Tijdens deze mobilisatieperiode die duurde van september 1939 tot juni 1940 hield Sartre een dagboek bij. Dit dagboek is gedeeltelijk verloren gegaan. De teruggevonden cahiers zijn na zijn dood gepubliceerd als Les Carnets de la drôle de guerre (1983). In 1940 raakte hij in Duitse krijgsgevangenschap. Tijdens zijn gevangenschap las hij Heideggers filosofische hoofdwerk Sein und Zeit. In 1941 werd hij wegens voorgewende gezondheidsproblemen vrijgelaten. In Parijs kon hij een baan krijgen als leraar filosofie aan het Lycée Condorcet, waar hij de plaats innam van een ontslagen joodse leraar.
Een van Sartres belangrijkste thema's was de existentiële vrijheid in een wereld zonder hogere macht die zin of betekenis geeft aan het leven. Die moet de mens zelf maar zien te scheppen, hoe moeilijk dat ook is. Beknopt en abstract formuleerde hij dat als: de existentie gaat vooraf aan de essentie. De mens is dus in essentie vrij en kan zijn verantwoordelijkheid niet afschuiven op omstandigheden, zelfs niet in extreme situaties. Je bent bijvoorbeeld altijd vrij om nee te zeggen (of te denken) tegen de bezetter. Zijn productiviteit was juist tijdens de Duitse bezetting vrij hoog; zijn filosofische hoofdwerk L'Être et le Néant heeft hij in die tijd zonder problemen kunnen publiceren, evenals zijn toneelstukken Les Mouches en Huis clos. In L'Être et le Néant trachtte hij mede onder invloed van Heidegger op een fenomenologische wijze een 'zijnsleer' op te bouwen. Dit leverde hem van Heidegger de kwalificatie 'begaafd journalist' op.

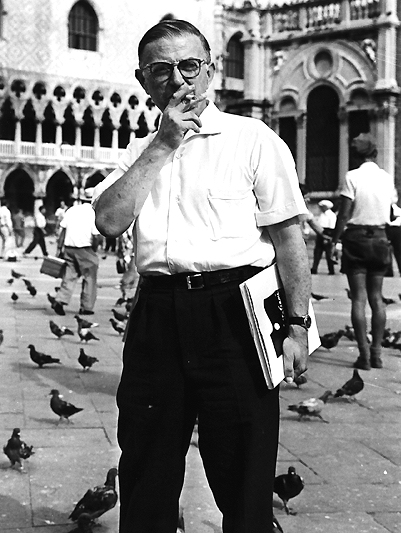
Sartre in Venetië in 1951

Sartre werd door sommige critici als pessimist beschouwd. Volgens Sartre zelf was dit niet zijn bedoeling. In een column die hij in de jaren 50 voor het dagblad Le Monde schreef, betoogde hij dat de mens vanaf zijn geboorte een slecht wezen is, dat verantwoordelijk gesteld kan worden voor de conflicten in de wereld. Dit kan men in verband brengen met de uitspraak van een personage uit het toneelstuk Huis Clos dat de hel de anderen zijn (L'enfer, c'est les autres), omdat de aanwezigheid van andere mensen onvermijdelijk je eigen vrijheid inperkt.
Op politiek gebied was Sartre een marxist van de 'derde weg', met een onafhankelijke positie ten opzichte van de Verenigde Staten en de Sovjet-Unie. Toen de Koude Oorlog echter verhardde en o.a. de Korea-oorlog tot gevolg had, terwijl Frankrijk steeds pro-Amerikaanser werd, koos Sartre in 1952 de zijde van de Sovjet-Unie, hoewel hij nooit lid werd van de toen machtige Franse Communistische Partij (noch van enige andere partij). Hij was in de periode 1952-1956 een compagnon de route, een sympathisant van de Sovjet-Unie, samen met medestanders als Claude Lanzmann. Na afloop van zijn reis door de Sovjet-Unie in 1954 schreef hij een zestal zeer lovende artikelen over het Sovjetsysteem in het aan de Franse Communistische Partij gelieerde Libération. Hij nam steeds meer afstand van zijn eigen existentialisme en vond dat de vrijheid verkregen moest worden via het collectief, in plaats van via het individu. Het kwam in de jaren 50 tot felle polemieken, onder meer met zijn oud-medestudent aan de ENS, de liberaal Raymond Aron (die marxisme als 'opium voor intellectuelen' beschouwde), en met zijn collega-literator en filosoof Albert Camus, die zich nooit existentialist wilde noemen en bovendien vond dat je je handen niet moest vuilmaken door toe te geven aan totalitarisme.
In 1956 veranderde Sartres houding ten opzichte van het communisme van de Sovjet-Unie radicaal; hij keurde de inval in Hongarije af. Vanaf dat jaar wees hij ook het Franse streven om Algerije te behouden af. De Algerijnse Onafhankelijkheidsoorlog was toen al twee jaar aan de gang. Hierbij liep hij persoonlijk risico; zijn eigen appartement was twee keer het doelwit van een bomaanslag van de OAS en de Franse regering overwoog hem te arresteren. President Charles de Gaulle wees dit echter af. "Een Voltaire arresteer je niet", vond hij.
Sartre keerde zich ook tegen kolonialisme in het algemeen en schreef een voorwoord voor Frantz Fanons klassiek geworden aanklacht tegen het kolonialisme: De verworpenen der aarde.
Toen Jean-Paul Sartre in 1964 de Nobelprijs voor Literatuur werd toegekend, weigerde hij, omdat hij bang was dat de prijs hem van zijn vrijheid zou beroven door hem op een voetstuk te plaatsen.
In 1960 deed hij nog een uitgebreide poging om het marxisme en het existentialisme met elkaar te rijmen in Critique de la raison dialectique, zijn tweede wijsgerige hoofdwerk. Het tweede deel van dit werk verscheen postuum. Zijn anti-anticommunisme maakte het mogelijk om zich radicaal links te profileren. In 1967 presideerde hij samen met Bertrand Russell over het Russell-tribunaal over de Amerikaanse rol in de Vietnamoorlog. Hij gaf acte de présence bij de 'gebeurtenissen' in Frankrijk in mei 1968, al was hij daarvan niet de inspirator. Van toen af aan werd hij actief in de journalistiek; hij interviewde de studentenleider Daniel Cohn-Bendit voor het opinieblad Le Nouvel Observateur. In 1971 viel hij op door het redigeren en uitventen van het door de autoriteiten met sluiting bedreigde maoïstische blad La cause du peuple. Later deed hij hetzelfde met de maoïstische bladen Tout en J'accuse...!

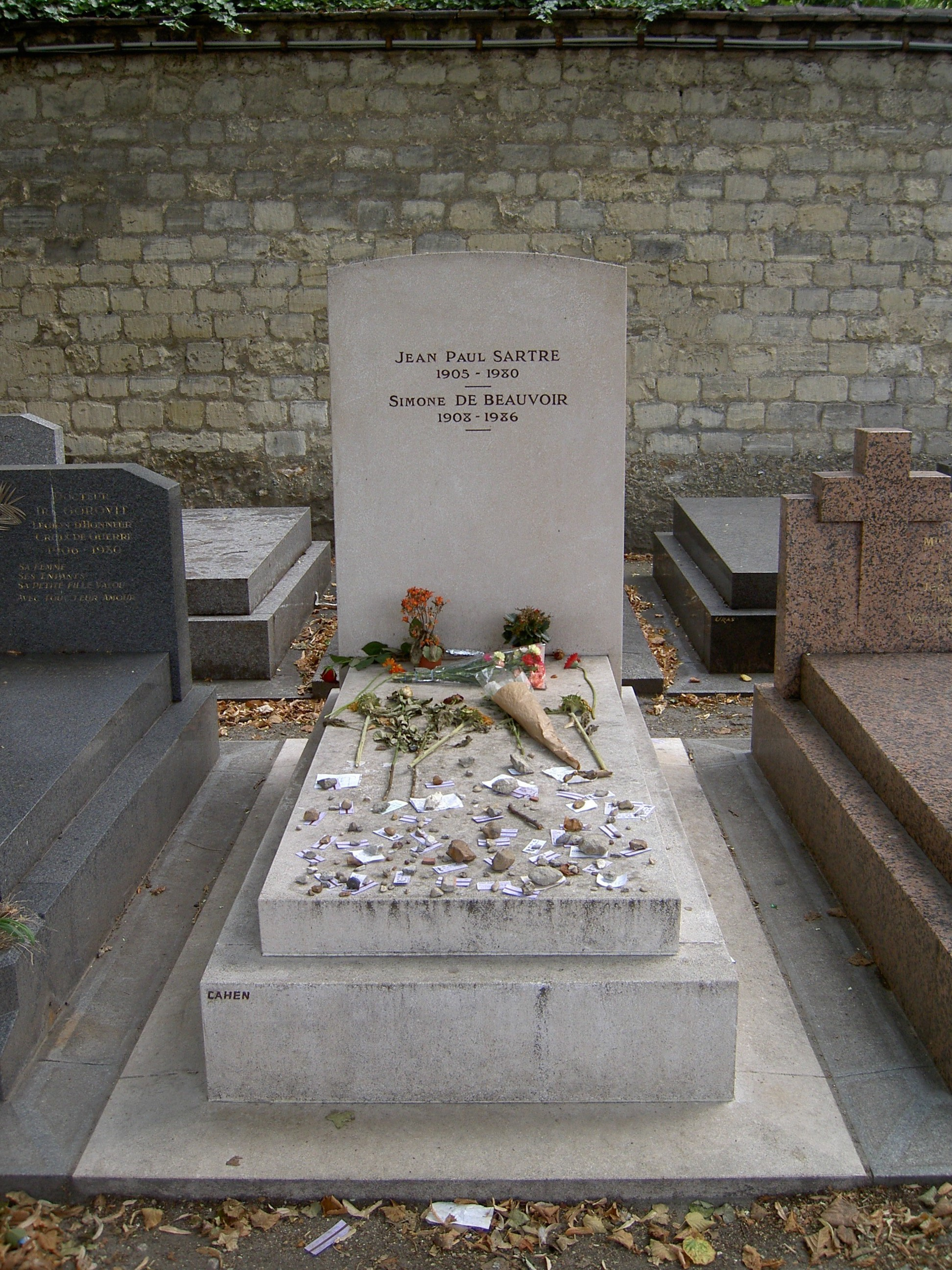
Graf van Sartre en Simone de Beauvoir

In 1972 reageerde hij op de gijzelingsactie door de Palestijnse beweging Zwarte September van de Israëlische olympische ploeg in het Olympisch Stadion in München. Hij billijkte de actie door te zeggen dat de Palestijnen, aan wie het recht op soevereiniteit door de Israëlische regering "krankzinnig en doelbewust wordt onthouden", "arm" als ze zijn, "in staat van oorlog zijn" met die regering en "alleen het verschrikkelijke wapen van het terrorisme hebben" om hun recht te halen.
In 1973 was hij een van de oprichters van het linkse dagblad Libération, maar moest na een jaar om gezondheidsredenen zijn redactionele werk opgeven. Op het einde van zijn leven betreurde hij het niet tot het uiterste radicaal te zijn geweest.
Op verzoek van Ulrike Meinhof bezocht hij in 1974 het RAF-lid Andreas Baader, die in hongerstaking was. Dit, om de aandacht te vestigen op de detentieomstandigheden van de groep.
De laatste jaren van zijn leven was Sartre bijna geheel blind; hij overleed op 74-jarige leeftijd in het Broussais-ziekenhuis in Parijs. Bij zijn begrafenis op het Parijse Cimetière du Montparnasse waren ongeveer 50.000 mensen aanwezig.

Sartres originaliteit bestond daarin dat hij het bewustzijn een triomfantelijke onafhankelijkheid toekende en daarnaast de realiteit het volle gewicht van zijn betekenis gaf.
— Simone de Beauvoir, in: La force de l'âge

Sartres status als intellectuele goeroe bleef tijdens zijn leven vrijwel onaangetast. Tegenwoordig worden zijn literaire verdiensten nog algemeen erkend, maar zijn anti-anticommunisme is, "door de druk der omstandigheden" sinds de jaren tachtig (tijdelijk?) irrelevant geworden. Zijn filosofische hoofdwerken worden thans voornamelijk door vakfilosofen bestudeerd.

## Uitspraak
- Het socialisme is geen zekerheid, maar een waarde: het is de vrijheid, die zichzelf tot doel verheft.[9]

### Romans en novellen
- 1938 - La Nausée (Nederlands: De Walging. Amsterdam, 1985. Nieuwe vertaling door Marianne Kaas. Walging. Atheneum, Amsterdam. 2020. ISBN 9789025312756
- 1939 - Le Mur (Nederlands: De muur. Amsterdam, 1983), een bundel met vijf novellen:
  - Le Mur
  - La Chambre
  - Érostrate
  - Intimité
  - L'Enfance d'un chef
- 1945 - Les chemins de la liberté vol. 1. L'âge de raison (Nederlands: De wegen der vrijheid deel 1. De jaren des onderscheids. Amsterdam, 1949; Meppel, 1978)
- 1945 - Les chemins de la liberté vol. 2. Le sursis (Nederlands: De wegen der vrijheid deel 2. Het oponthoud. Amsterdam, 1952)
- 1949 - Les chemins de la liberté vol. 3. La mort dans l'âme (Nederlands: De wegen der vrijheid deel 3. De dood in het hart. Amsterdam, 1952)
- 1981 - Les chemins de la liberté vol. 4. La dernière chance / Drôle d'amitié (postuum) (Nederlands: De wegen der vrijheid, deel 4. Een merkwaardige vriendschap / De laatste kans. Amsterdam, 1989)

### Toneel
- 1940 - Bariona
- 1943 - Les Mouches (Nederlands: De vliegen. Amsterdam 1983)
- 1945 - Huis clos (Nederlands: Met gesloten deuren. Amsterdam 1983)
- 1946 - La Putain respectueuse (Nederlands: De eerbiedige lichtekooi, in: De vliegen)
- 1946 - Morts sans sépulture
- 1948 - Les Mains sales (Nederlands: Vuile handen, in: De vliegen)
- 1951 - Le Diable et le Bon Dieu (Nederlands: De duivel en God)
- 1954 - Kean (naar Alexandre Dumas père)
- 1955 - Nekrassov
- 1959 - Les Séquestrés d'Altona
- 1965 - Les Troyennes

### Scenario's
- 1947 - Les jeux sont faits (Nederlands: De teerling is geworpen. Amsterdam, 1959)
- 1962 - L'Engrenage (Nederlands: Tussen de raderen. Utrecht/Antwerpen: A.W. Bruna & Zoon, 1967)
- 1984 - Le Scénario Freud (postuum)

### Filosofie
- 1936 - L'Imagination (Nederlands: Beeld en verbeelding. Meppel, 1968)
- 1937 - La Transcendance de l'Ego (Nederlands: Het Ik is een ding: schets ener fenomenologische beschrijving. Meppel 1978)
- 1939 - Esquisse d'une théorie des émotions (Nederlands: Magie en emotie. Schets van een theorie van de gemoedsbewegingen. Meppel, 1966)
- 1940 - L'Imaginaire. Psychologie phénoménologique de l'Imagination (Nederlands: Het imaginaire: fenomenologische psychologie van de verbeelding. Meppel, 1969)
- 1943 - L'Être et le Néant: Essai d'Ontologie phenomenologique (Nederlands: Het zijn en het niet; proeve van een fenomenologische ontologie. Rotterdam, 2003, ISBN 90-5637-497-4)
- 1945 - L'existentialisme est un humanisme (Nederlands: Over het existentialisme. Bruna, 1967; Rainbow Pocket, 1992³)
- 1947-1976 - Situations (I-X); (Nederlands: Revolutie en literatuur: een keuze uit "Situations 1938-1976". Amsterdam, 1977)
- 1947 - Conscience et connaissance de soi
- 1947 - Réflexions sur la question juive (Nederlands: Portret van een antisemiet. 's Gravenhage: A.A.M. Stols, 1947)
- 1957 - Questions de méthode (Nederlands: Het probleem van een methode. Utrecht: Bijleveld, 1996)
- 1960 - Critique de la raison dialectique
- 1983 - Cahiers pour une morale (postuum)
- 1985 - Critique de la raison dialectique II : L'intelligibilité de l'histoire (postuum)
- 1989 - Vérité et existence (postuum)

### Literaire kritieken
- 1947 - Baudelaire
- 1948 - Qu'est-ce que la littérature? (uit: Situations, II)
- 1952 - Saint Genet, comédien et martyr (Nederlands: De heilige Genet; martelaar en komediant)
- 1971-1973 - L'Idiot de la famille (3 dln.)

### Autobiografisch
- 1964 - Les Mots (Nederlands: De woorden. Utrecht, 1981)
- 1983-1995 - Carnets de la drôle de guerre (Nederlands: Schemeroorlog. Amsterdam, 1985)
- 1983 - Lettres au Castor et à quelques autres, tome I et II